# Дівчина з перлинною сережкою
«Дівчина з перлинною сережкою» (англ. Girl with a Pearl Earring) — фільм 2003 року режисера Пітера Веббера за однойменним романом Трейсі Шевальє.

## Сюжет
Дія фільму відбувається в Нідерландах у XVII ст. Юна 16-річна дівчина Гріт (Скарлетт Йоганссон) через скрутне становище своєї родини наймається служницею до родини художника Яна Вермера (Колін Ферт). Вона сумлінно виконує свої обов'язки, а до того — прибирає у майстерні художника, куди його дружина Катарина (Ессі Девіс) не наважується заходити після гучної сварки з чоловіком. Гріт небайдужа до мистецтва, виявляє інтерес до картин і навіть допомагає своєму господарю у складанні композиції. З часом Вермер довіряє Гріт змішувати для нього фарби.
Тим часом Гріт дуже зацікавлюється замовник картин Вермера Пітер Ван Рейвен (Том Вілкінсон), який бажає, щоб художник написав для нього картину — сцену у таверні — і щоб на картині була присутня Гріт. Дівчину дуже лякає ця перспектива, оскільки в місті вже почали ходити чутки про неї. Зрештою Вермеру вдається домовитись з Ван Рейвеном, що Гріт не буде присутня на замовленій ним картині, натомість він напише її окремий портрет для нього. Так створюється одне з найвідоміших полотен — «Дівчина з перловою сережкою».

## У ролях
- Колін Ферт
- Скарлет Йоханссон
- Том Вілкінсон
- Джуді Парфітт
- Кілліан Мерфі
- Ессі Девіс
- Джоанна Скенлан
- Алакіна Манн

## Номінації
- Оскар, 2004 рік
  - Найкраща робота оператора
  - Найкращі декорації
  - Найкращі костюми

- Золотий глобус, 2004 рік
  - Найкраща жіноча роль (драма) (Скарлетт Йоханссон)
  - Найкращий саундтрек

- Британська академія, 2004 рік
  - Найкраща жіноча роль (Скарлетт Йоханссон)
  - Найкраща жіноча роль другого плану (Джуді Парфітт)
  - Найкращий адаптований сценарій
  - Найкраща робота оператора
  - Найкращі костюми
  - Найкращий грим / зачіски
  - Найкраща робота художника-постановника
  - Премія імені Олександра Корди за найвидатніший британський фільм року
  - Премія імені Ентоні Ескуіта за досягнення у створенні музики до фільму
  - Премія імені Карла Формана найбільш багатообіцяючому новачкові (Пітер Веббер)

## Нагороди
- Премія кінофестивалю у Сан-Себастьяні, 2004 рік
  - Найкраща робота оператора

- Los Angeles Film Critics Association, 2004 рік
  - Найкраща робота оператора

## Цікаві факти

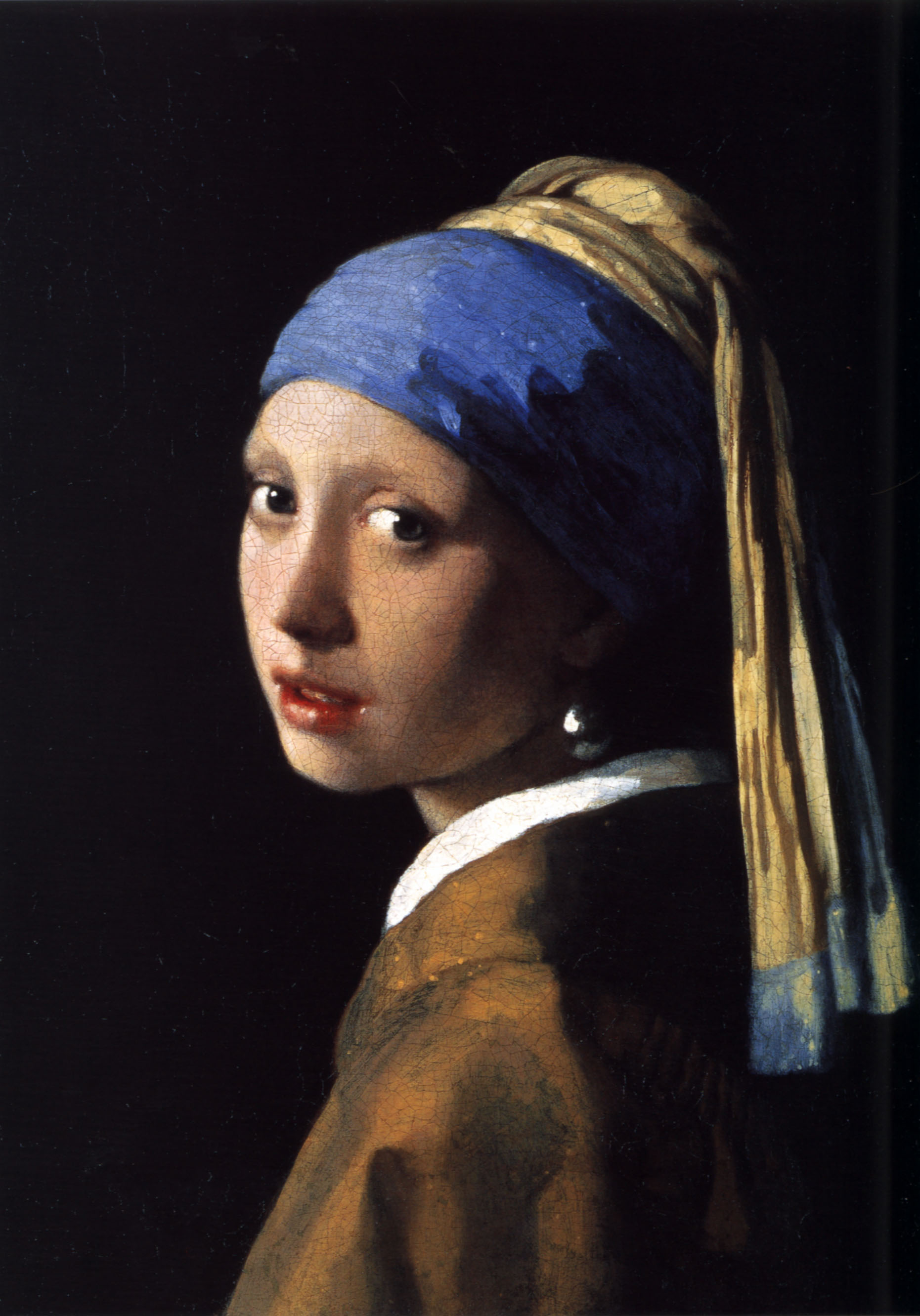
Дівчина з перловою сережкою (1665-75.) Ян Вермер

- Дівчина з перловою сережкою (1665-75.) Ян ВермерСпочатку в головних ролях у фільмі повинні були знятися Кейт Хадсон і Рейф Файнс, а режисером стати Майк Ньюелл. На стадії підготовки до зйомок Кейт Хадсон відмовилася від участі в проекті, і в результаті грошові кошти, призначені на фільм, були відкликані. До того часу, коли було знайдене нове джерело фінансування, Майк Ньюелл був вже зайнятий в іншому проекті. Після пошуків нових кандидатів режисерське крісло дісталося Пітеру Вебберу, який заново провів прослуховування на головну жіночу роль. Його вибір припав на Кірстен Данст, яка через деякий час також відхилила пропозицію через приголомшливий успіх «Людини-павука» і запланованого сіквела. До того часу Рейф Файнс вже не міг більше чекати, і був задіяний в інших проектах. Тільки після цього на головні ролі були запрошені Скарлет Йохансон і Колін Ферт.

- Значна частина фільму була знята на знімальному майданчику в Люксембурзі побудованої для кінострічки «Таємний хід» (2004), дія якої відбувалася у Венеції. Для кінострічки «Дівчина з перловою сережкою» були внесені лише мінімальні зміни, щоб місце виглядало голландським Делфт.

- Хоча голландський художник Ян Вермеер і описувана його картина існували в реальності, сценарій фільму заснований на романі Трейсі Шевальє і відповідно в значній мірі або вигаданий, або заснований на чистих припущеннях автора. Тільки 35 полотен Вермеєра збереглися досі, і жодна з його натурниць не була з достовірністю ідентифікована. Репродукція знаменитої картини, яка висіла в її спальні, надихнула письменницю написати свою версію історії її створення на основі тієї інформації про знаменитого художника, яка до нас дійшла. Трейсі Шевальє продала права на свій роман і не побажала брати ніякої участі у створенні фільму або написання сценарію, хоча згодом висловлювала задоволення знятою кінострічкою.

- Сюжетна лінія з другом Вермеєра, якого зіграв Девід Моріссі, з плином фінального монтажу була повністю вирізана з фільму. Жодна зі сцен з його участю не з'явилася і на DVD.

- Картина, на написання якої Грієт надихнула Вермеєра, коли мила вікно його студії, носить назву: «Жінка з глечиком води» і була написана в 1660—1662 роках. В наш час[коли?] картина виставлена в Музеї Мистецтва Метрополітен у Нью-Йорку.